# Mözen
Mözen ist eine Gemeinde im Kreis Segeberg in Schleswig-Holstein.

## Geografie und Verkehr
Mözen liegt an der Bundesstraße 432 zwischen Leezen und Bad Segeberg. Der angrenzende Mözener See hat eine Fläche von 131 ha und gehört einer örtlichen Fischereigenossenschaft. Der Gebrauch von motorisierten Wasserfahrzeugen auf dem See ist verboten.

## Geschichte
Mözen wurde 1137 erstmals als Mozinke erwähnt. Damals gehörte der Ort zum Kloster Segeberg.

## Politik

### Gemeindevertretung
Bei der Kommunalwahl 2023 errang die Allgemeine Kommunalpolitische Vereinigung (AKPV) erneut alle neun Sitze in der Gemeindevertretung. Die Wahlbeteiligung betrug 58,6 Prozent.

### Wappen
Blasonierung: „Über blauem Wellenschildfuß mit einer silbernen Wellenleiste unweit der Teilungslinie ein leicht schräg links gestellter grüner, unten silberner Schilfhalm. Im rechten oberen Schrägeck ein abgebrochener silberner Krummstab.“

## Wirtschaft
Das Gemeindegebiet ist überwiegend landwirtschaftlich strukturiert. Es existieren eine Gaststätte und ein Landcafe.